# Loeselia greggii
Loeselia greggii là một loài thực vật có hoa trong họ Polemoniaceae. Loài này được S. Watson mô tả khoa học đầu tiên năm 1883.